# Ovidi Montllor

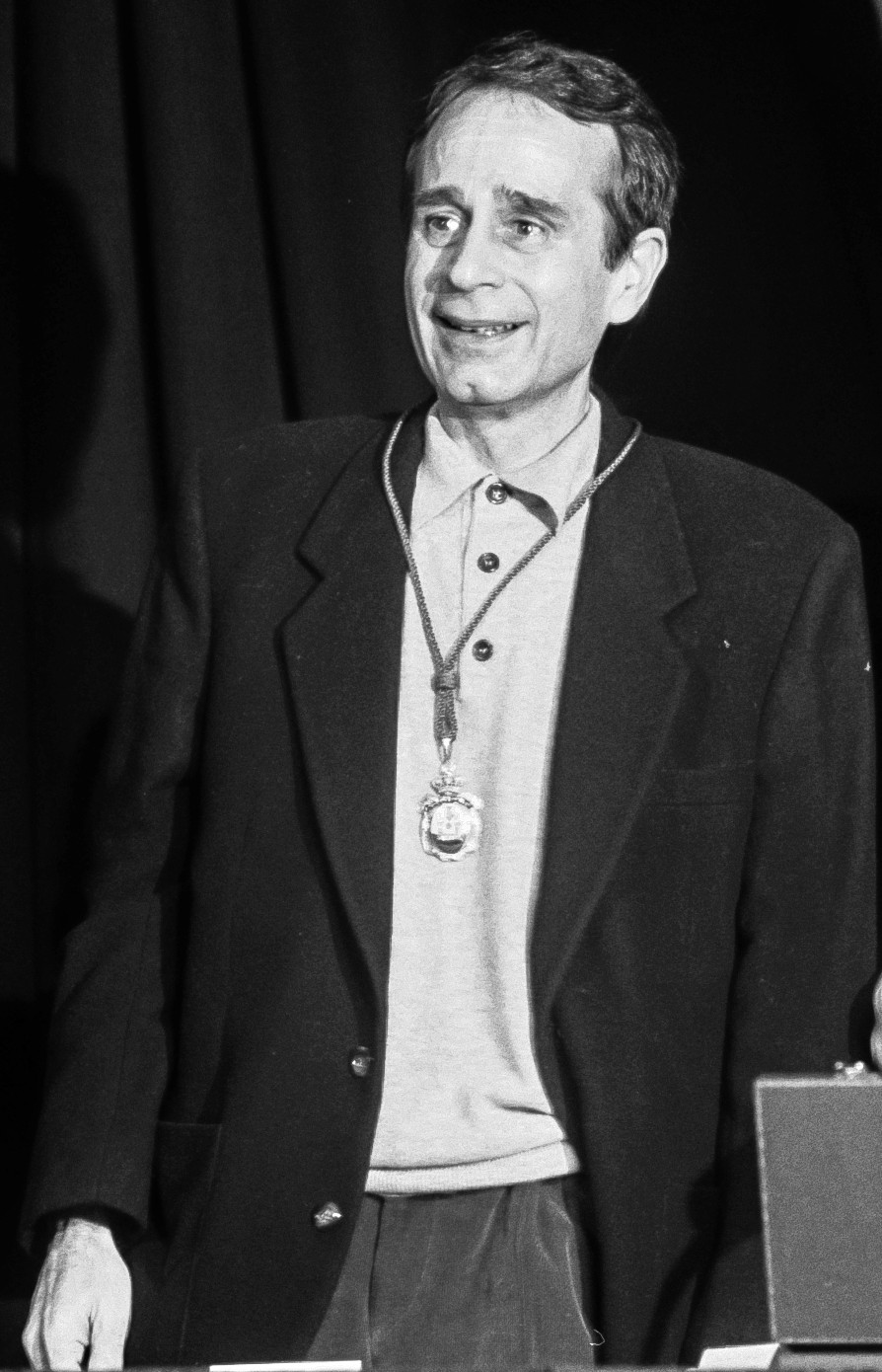
Ovidi Montllor

Ovidi Montllor (Alcoy, 4 février 1942 - Barcelone, 10 mars 1995) est un chanteur et acteur espagnol, membre du mouvement de la Nova Cançó. Il est mort des suites d'un cancer de l'œsophage.

## Discographie
- La Fera ferotge / Cançó de les balances (EP, 1968)
- Història d'un amic / La fàbrica Paulac (EP, 1969)
- Sol d'estiu / Ell (single, 1971)
- Un entre tants… (1972)
- Crònica d'un temps (1973)
- A Alcoi (1974) (Réédité par Picap 2008)
- Salvat-Papasseit per Ovidi Montllor (1975) (Réédité par Picap 2007)
- Ovidi Montllor a l'Olympia (1975) (Réédité par Picap 2008)
- De manars i garrotades (1977) (Réédité par Picap 2008)
- Bon vent… i barca nova! (1979)
- Ovidi Montllor diu 'Coral romput' (double, 1979)
- 4.02.42 (1980)
- Ovidi Montllor… per sempre (compilation posthume, 1995)
- Antologia (13cd, 2000)

## Filmographie partielle
- 1975 : Furia Española
- 1975 : Furtivos de José Luis Borau
- 1976 : La nova cançó : lui-même
- 1976 : La ciutat cremada
- 1978 : La oscura historia de la prima Montse
- 1978 : La portentosa vida del padre Vicent
- 1979 : Companys, procés a Catalunya
- 1980 : La verdad sobre el caso Savolta
- 1980 : Con el culo al aire (TV)
- 1981 : La fuga de Segovia d'Imanol Uribe
- 1985 : Fuego eterno de José Ángel Rebolledo
- 1988 : Amanece, que no es poco de José Luis Cuerda
- 1992 : El largo invierno de Jaime Camino